# Romano Kristoff
Romano Kristoff (...) è un attore spagnolo, molto attivo negli anni ottanta e novanta nel cinema filippino.
È stato anche accreditato come Rom Kristoff, Ron Kristoff, Run Kristoff, Ron Krastoff; ha inoltre praticato arti marziali ed ha fatto parte della Legione straniera.

## Biografia
È apparso soprattutto in film di serie-b d'azione e arti marziali come Jungle Rats (1987), e Black Fire (1985), entrambi diretti da Teddy Page durante gli anni ottanta. La stragrande maggioranza dei film di Kristoff sono stati prodotti dalla Silver Star Company, una casa di produzione molto prolifica nel cinema d'azione filippino. I film della Silver Star Company spesso riciclavano attori americani ed europei in produzioni a basso costo. Alcuni dei volti ricorrenti sono stati, insieme a Kristoff, Mike Monty, James Gaines, Mike Cohen, Gwendolyn Hung, Frank Juhas e Ronnie Patterson. Diventato l'attore di punta della Silver Star Company, compare in molti ruoli da protagonista per tutti gli anni '80, come ad esempio in Slash (1984), un clone di Rambo al limite del plagio. Nel 1981 Kristoff ottiene una piccola parte nel film con Richard Harrison Intrusion Cambogia, diretto da John Gale. I due diventano amici e Kristoff viene invitato in Italia da Harrison a co-sceneggiare e interpretare il film del 1986 Three men on fire, diretto dallo stesso Harrison. Three men on fire è stato l'unico film girato da Kristoff al di fuori delle Filippine. Kristoff ha inoltre scritto la sceneggiatura di Ninja's Force (1985) con Ken Watanabe (da non confondere con il più famoso Ken Watanabe), un altro attore della Silver Star Company.
È anche apparso in alcune produzioni italiane girate nelle Filippine, come Tornado (1983), di Antonio Margheriti interpretato da Giancarlo Prete e Antonio Marsina, L'ultimo cacciatore (1980), sempre di Margheriti, e nei film di Ferdinando Baldi Warbus (1985), Missione finale (1987) e Un maledetto soldato (1988).
Quando il cinema filippino entra in crisi all'inizio degli anni novanta, la carriera di molti attori stranieri che lavorano nel paese asiatico come Romano Kristoff, Mike Monty, James Gaines e altri si avvia verso il declino. Anche se non è stato un grande interprete, Romano Kristoff era sicuramente uno degli attori più talentuosi e carismatici della Silver Star Company; Al di fuori delle Filippine, forse, avrebbe avuto una carriera più prolifica nei film d'azione.
Romano Kristoff sembra aver ormai abbandonato del tutto le scene, avendo fatto solo la comparsa nel corso degli ultimi quindici anni. Il ruolo più recente lo ha avuto con una piccola parte nel film d'azione italo-filippino Il giorno del giudizio, diretto da Michael J. Sarna e interpretato anche da Joe Lara, Brigitte Nielsen e Udo Kier. Secondo un'intervista di Nick Nicholson sul sito francese di B-movie Nanarland, Romano sta attualmente gestendo un ristorante nelle Filippine.

## Filmografia
- L'ultimo cacciatore, regia di Antonio Margheriti (1980)
- Bruce's Fists of Vengeance, regia di Bill James Haverly (1980)
- Piaceri esotici per mogli calorose (Pleasure Island), regia di Michel Ricaud (1980)
- Wild, regia di Danilo Cabreira (1981)
- Hantingan, regia di Francis Posadas (1981)
- Firecracker, regia di Cirio H. Santiago e Allan Holzman (1981) - non accreditato
- Intrusion: Cambodia, regia di Jun Gallardo (1983)
- Dope Godfather, regia di Junn P. Cabreira (1983)
- Tornado, regia di Antonio Margheriti (1983) - non accreditato
- Mad Dog II, regia di Jun Gallardo (1983)
- Rescue Team, regia di Jun Gallardo (1983)
- Ninja's Force, regia di Romano Kristoff e Teddy Page (1984)
- Slash, regia di Jun Gallardo (1984)
- Double Edge, regia di Teddy Page (1985)
- Ninja Warriors, regia di Teddy Page (1985)
- Black Fire, regia di Teddy Page (1985)
- Warbus, regia di Ferdinando Baldi (1985)
- Three Men on Fire, regia di Richard Harrison (1986)
- Dog Tags - Il collare della vergogna (Dogtags), regia di Romano Scavolini (1987)
- Tough Cops, regia di Eddie Rodriguez (1987)
- Jungle Rats, regia di Teddy Page (1988)
- Missione finale, regia di Ferdinando Baldi (1988)
- Un maledetto soldato, regia di Ferdinando Baldi (1988)
- Sando and the Diplomat's Daughter, regia di Ken Watanabe (1988)
- Above the War, regia di Ken Watanabe (1989)
- Crime Stopper, regia di Teddy Page (1990)
- Angel in the Dark, regia di Teddy Page (1991)
- Manila Emmanuelle's Magical Paradise, regia di Ryôji Shinmura (1992)
- La spina del papavero, regia di Ignazio Dolce (1993)
- Tukso ng panahon, regia di Teddy Page (1998)
- Il giorno del giudizio (Doomsdayer), regia di Michael J. Sarna (2000)